# Maladie d'Alexander
 Mise en garde médicale
La maladie d'Alexander est une maladie rare de la substance blanche du cerveau. Elle survient le plus souvent dans les premières années de vie (forme infantile) mais parfois plus tard (forme juvénile) mais des formes néonatales ou de l'adulte existent.

## Diagnostic prénatal
Le diagnostic prénatal de la maladie d’Alexander est possible par IRM et par un séquençage de l’ADN. Si après l’échographie, des doutes subsistent sur un possible diagnostic de la maladie d’Alexander, un test IRM est proposé pour une évaluation clinique. Un test génétique est également proposé aux parents afin d’évaluer les risques de transmission à l’enfant. L’imagerie pour un diagnostic prénatal est préférable après trois mois de grossesse et sans injection de produit de contraste. Un test génétique est dans la plupart du temps effectué afin de chercher de possibles mutations sur le gène codant la protéine GFAP par amniocentèse, technique la plus courante de diagnostic prénatal génétique mais qui présente un risque de fausse couche de 0,3 à 1 %. La protéine GFAP est une protéine du cytosquelette des cellules du Système nerveux central. Lorsqu’elle est non fonctionnelle, elle est responsable de la formation de fibres de Rosenthal et d’une dégénérescence de la myéline. C’est le cas dans 97 % des cas de diagnostic de la maladie d’Alexander.
Le diagnostic prénatal de la maladie d’Alexander est cependant non spécifique, les signes et symptômes pouvant être confondus avec d’autres syndromes. La maladie d’Alexander est donc souvent utilisée comme diagnostic différentiel par rapport à certaines leucodystrophies et méga encéphalopathies.

## Présentations cliniques
Les principaux signes de cette maladie apparaissent avant deux ans et comprennent une macrocéphalie, des bosses des os frontaux, des convulsions, un retard psychomoteur progressif et une quadriparésie. Une hydrocéphalie secondaire à une sténose de l'aqueduc de Sylvius est fréquente. La survie des enfants atteints se compte en mois ou en années.

La forme infantile survient entre quatre et dix ans avec une survie possible jusqu'à 30 ans. Les signes comprennent des signes bulbaires incluant difficultés d'élocution, vomissements fréquents et des troubles de déglutition. Spasticité des membres inférieurs, ataxie, convulsions et pertes des fonctions intellectuelles complètent le tableau.

La forme néonatale est surtout marquée par une hydrocéphalie avec convulsions ; le décès survient avant deux ans.

La forme adulte est très variable et beaucoup plus rare.